# Comuna Celopeci, Sofia
Celopeci (în bulgară Челопеч) este o comună în regiunea Sofia, Bulgaria, formată din satele  și Celopeci. 

## Demografie
Componența etnică a comunei Celopeci
     Romi (3,25%)
     Bulgari (83,09%)
     Nicio identificare (13,23%)
     Altele (0,4%)
La recensământul din 2011, populația comunei Celopeci era de 1.473 locuitori. Din punct de vedere etnic, majoritatea locuitorilor (83,09%) erau bulgari, cu o minoritate de romi (3,25%). Pentru 13,23% din locuitori nu este cunoscută apartenența etnică.